# کرمان (کالیفرنیا)
کرمن (به انگلیسی: Kerman) (نام قدیم: کولیس؛ به انگلیسی: Collis) شهری در شهرستان فرسنو ایالت کالیفرنیا کشور آمریکا است که در تقاطع جادهٔ ایالتی ۱۸۰ و جادهٔ ایالتی ۱۴۵ قرار دارد. بر اساس سرشماری سال ۲۰۱۰ جمعیت آن ۱۳٫۵۴۴ هزار نفر است.
نام شهر ترکیبی است از سه حرف اول نام خانوادگی ویلیام جی. کِرکوف (William G. Kerckoff) و جیکوب مانسار (Jacob Mansar)، دو سرمایه‌دار لس‌آنجلسی که در اواخر قرن نوزدهم این منطقه را به‌دلیل منابع آبیِ متصل به رودخانهٔ کینگ خریداری کردند. اما به اشتباه آن را زیر مجموعه شهر کرمان در کشور ایران می گیرند.